# Immermobil
Immermobil war eine deutsche Automarke.

## Unternehmensgeschichte
Das Unternehmen Max Eisenmann & Company aus Hamburg begann 1905 mit der Produktion von Automobilen. Der Markenname lautete Immermobil. 1907 endete die Produktion.

## Fahrzeuge
Das Unternehmen stellte zwei verschiedene zweisitzige Kleinwagen her. Das kleinere Modell 8 PS war mit einem Einzylindermotor von De Dion-Bouton ausgestattet. Das größere Modell 10/12 PS wies einen Vierzylindermotor von Reyrol auf.